# 엔히크 1세
엔히크 1세(Henrique I)는 콩고 왕국의 마니콩고이다.

## 같이 보기
- 콩고의 군주 목록
- 콩고 왕국
- 테케 소왕국